# 아비레촌
아비레촌(阿毘縁村)은 돗토리현 히노군에 있던 촌이다. 현재의 니치난정의 일부에 해당한다.